# Белоснежка 2: И жили они счастливо
«Белоснежка 2: И жили они счастливо», другое название «Новые приключения Белоснежки» (англ. Happily Ever After) — анимационный фильм, снятый компанией Filmation в 1989 году и вышедший к показу в кинотеатрах 5 годами позднее. История является своеобразным продолжением сказки о Белоснежке. Помимо самой Белоснежки и принца и их любви, все персонажи данного фильма уникальны.
Сначала компания разработала план по созданию серии direct-to-video сиквелов к популярным диснеевским картинам, но были закончены только этот фильм и «Пиноккио и император тьмы».
Картина вышла тем же летом, когда мультфильм «Белоснежка и семь гномов» был перевыпущен для кинопоказа. Позднее 20th Century Fox приобрела права на этот фильм, «Пиноккио и император тьмы» и другую продукцию.

## Сюжет
После смерти злой мачехи Белоснежка живёт в идиллической любви с принцем без каких-либо опасений. Но её счастье готово вот-вот разрушиться: брат королевы, лорд Малисс, прибывает в их королевство, чтобы отомстить за смерть сестры, которая, как он убеждён, умерла из-за Белоснежки и её жениха. После тщетных попыток заполучить Белоснежку Малисс превращается в дракона и нападает на них, но уносит только принца, так как Белоснежка чудом выпадает из его когтей. Она отправляется к домику семи гномов, чтобы попросить у них помощи. Придя на место, она неожиданно обнаруживает, что гномы переехали к новому руднику, и знакомится с их двоюродными сёстрами — гномихами. Каждая из них отвечает за определённую силу природы, но самая младшая, Громовержица, пока не умеет управлять своими силами и часто делает ошибки. Гномихи советуют Белоснежке обратиться к Матушке-Природе и спросить у неё совета; при этом они сами отправляются с ней. За ними с целью навредить наблюдают филин и летучий мышонок — слуги лорда Малисса. По пути Малисс сообщает друзьям, что принц у него в плену, и Белоснежка решает пойти к нему в замок. Матушка-Природа предрекает Белоснежке опасный путь и отправляет вместе с ней гномих. Их подстерегает множество опасностей, но им помогает странный, незнакомый им человечек, скрывающий своё лицо. Белоснежка чувствует симпатию к нему, но он всегда убегает прежде, чем она успевает заговорить с ним.
После этого Белоснежку похищают, и она приходит в себя в замке. Она встречает там своего принца и он, ничего ей не объясняя, ведёт её тайным ходом. Тем временем гномихи подходят к замку и думают, как им поступить. В конце концов, они попадают в главный зал и находят этот же ход. Тот, кого Белоснежка приняла за принца, оборачивается Малиссом, а она, перепуганная, озираясь по сторонам, обнаруживает, что находится в галерее из статуй на крыше замка. Понимая, что с помощью своего плаща Малис намеревается превратить её в статую, Белоснежка пытается вырваться, её отважно защищает подбегающий человечек, но колдун прожигает его взглядом. Тут подоспевают гномихи, но в завязавшемся бою они терпят поражение и под действием плаща превращаются в камень. Малисс, однако, не замечает притаившуюся за колонной Громовержицу, которая, собрав всю свою волю в кулак, принимает единственно правильное решение и атакует негодяя молнией, чем даёт шанс Белоснежке накрыть его собственным плащом. Поверженный, он навеки превращается в каменного монстра с телом дракона и человеческой головой. Гномихи оживают, воцаряется всеобщая радость и появляется Матушка-Природа. Однако Белоснежка горько плачет над своим защитником. Матушка-Природа придаёт её слезам Божественную Силу, и человечек воскресает, оказываясь не кем иным, как принцем, которого ранее заколдовал лорд Малисс. Громовержица становится героиней, а впереди Белоснежку и принца ждёт свадьба.

## Персонажи
- Белоснежка (англ. Snow White) — главная героиня мультфильма. После смерти злой королевы, ни о чём не подозревавшая, она и представить не могла, что её счастье окажется недолгим и её разлучат с любимым. Чтобы спасти своего возлюбленного, девушке пришлось преодолеть множество опасностей, подстерегавших её на пути, и не без помощи своих новых друзей, семи гномих. Девушка чуть не стала жертвой самого лорда Маллиса.
- Принц (англ. The Prince) — возлюбленный Белоснежки[3]. Был похищен лордом Малиссом и превращён в «тёмного человечка», которого почему-то гномихи поначалу приняли за слугу злодея. Но на самом деле это было не так. «Человечек» также помогал Белоснежке и её друзьям преодолевать опасности, подстерегавшие их на пути. В конце фильма был расколдован.
- Семь гномих (англ. The Seven Dwarfelles) — двоюродные сёстры семи гномов. На протяжении всей истории помогали Белоснежке в поисках принца.
  - Грязнуля (англ. Muddy) — отвечает за землю и очень любит купаться в грязи, что дико раздражает Светлянку, из-за чего обе часто конфликтуют. Характером похожа на Умника.
  - Светлянка (англ. Sunburn) — отвечает за солнечный свет и не только. Отличается не только вспыльчивостью, но и амбициозностью. Часто конфликтует с Грязнулей, а иногда вымещает своё недовольство на Громовержице. Когда Светлянку всё вокруг раздражает, она часто восклицает: «Я ВСЯ ГОРЮ ОТ ГНЕВА!!!». Это её коронная фраза. Светлянка говорит с нью-йоркским акцентом, а характером похожа на Ворчуна.
  - Цветик (англ. Blossom) — отвечает за растительный мир. Эстетка с чувством прекрасного. Видимо, аналог Чихуна.
  - Водяница (англ. Marina) — следит за чистотой озёр и рек. Может долго находиться под водой и говорит с английским акцентом. Видимо, аналог Скромника.
  - Звереница (англ. Critterina) — отвечает за животный мир. Способна понимать язык зверей и говорит с техасским акцентом. Видимо, аналог Весельчака.
  - Лунница (англ. Moonbeam) — активна ночью, а днём сама не своя (постоянно спит). Характером похожа на Соню.
  - Громовержица (англ. Thunderella) — младшая из семи гномих, обладающая самой могущественной силой — способностью управлять погодой (молниями). Поначалу она не умела управлять своей силой, но в конце сумела преодолеть свои страхи и проявила себя как доблестная героиня: спасла Белоснежку и помогла ей одержать победу над лордом Малиссом. Вероятно, является аналогом Простачка, поскольку тот также был самым молодым гномом.
- Лорд Малисс (англ. The Lord Maliss) — главный антагонист мультфильма, брат злой королевы. Обладает могущественной колдовской силой (чтобы быстрее добраться до нужного места, он трансформируется в дракона). Узнав о том, что его сестра умерла, и решив, что в её смерти повинны Белоснежка и принц, он во что бы то ни стало решил отомстить им. Похитив юношу, он заколдовал его, а позже похитил и Белоснежку. Превратившись в двойника принца, негодяй обманом заманил девушку на крышу замка и попытался превратить её в статую. В конце фильма был повержен и превращён в каменную статую.
- Матушка-Природа (англ. The Mother Nature) — воплощение сил природы на Земле, наделила каждую гномиху определёнными силами природы в целях созидания. Выявив у каждой из них ошибки, она чуть было не лишила из этих сил, если бы не вмешательство Белоснежки, которая попыталась убедить Матушку-природу в том, что никто из нас не совершенен. Тогда она дала гномихам ещё один шанс проявить свои способности и результаты оправдали её ожидания. Именно Матушка-природа помогла Белоснежке найти и спасти своего возлюбленного, подсказав ей дорогу к Королевству Судьбы.
- Филин и Летучий мышонок (англ. Scowl and Batso) — говорящие придворные обитатели замка королевы. Поначалу выступают в качестве наблюдателей, также активно показывая себя как герой-злодей, стараясь помочь лорду Малиссу в его злых планах. Филин постоянно был с сигарой, но в конце мультфильма Светлянка вырвала у него из клюва её, отучив от курения[4].
- Волшебное зеркало (англ. The Looking Glass) — необычное зеркало, показывающее положение дел, после смерти злой королевы перешедшее в служение её брату, лорду Малиссу. С его помощью злодей следил за Белоснежкой и искал лучшего способа расправиться с ней. За отказ служить новому хозяину зеркало чуть не разлетелось на тысячу мелких осколков.
- Подсолнух (англ. The Sunflower) — говорящий цветок, обитатель садов Матушки-Природы. Наблюдает за экспериментами, которые она проводит.
- Монстры (англ. The Monsters) — в сюжете их роль всего лишь незначительная. Они заселили запустелый замок, устраивая там пиршества и попойки. Когда гномихи пробрались туда, монстры попытались их остановить, но потерпели поражение. В конечном итоге все были превращены в окаменелые статуи для устрашения Белоснежки.

## Актёры озвучания
- Айрин Кара — Белоснежка
- Майкл Хортон[англ.] — Принц
- Филлис Дилер — Матушка-Природа
- Малкольм Макдауэлл — лорд Малисс
- Кэрол Чэннинг — Грязнуля
- Дом Делуиз — Волшебное Зеркало
- Эдвард Аснер — Филин
- Жа Жа Габор — Цветик
- Линда Гари[англ.] — Звереница/Водяница
- Салли Келлерман — Светлянка
- Трейси Ульман — Лунница/Громовержица
- Фрэнк Уэлкер — Летучий Мышонок
- Джонатан Харрис[англ.] — Подсолнух
- Брайан Каммингс — мантикора • кролик • шмель • летучая мышь (в титрах не указан)